# Eiterfeld

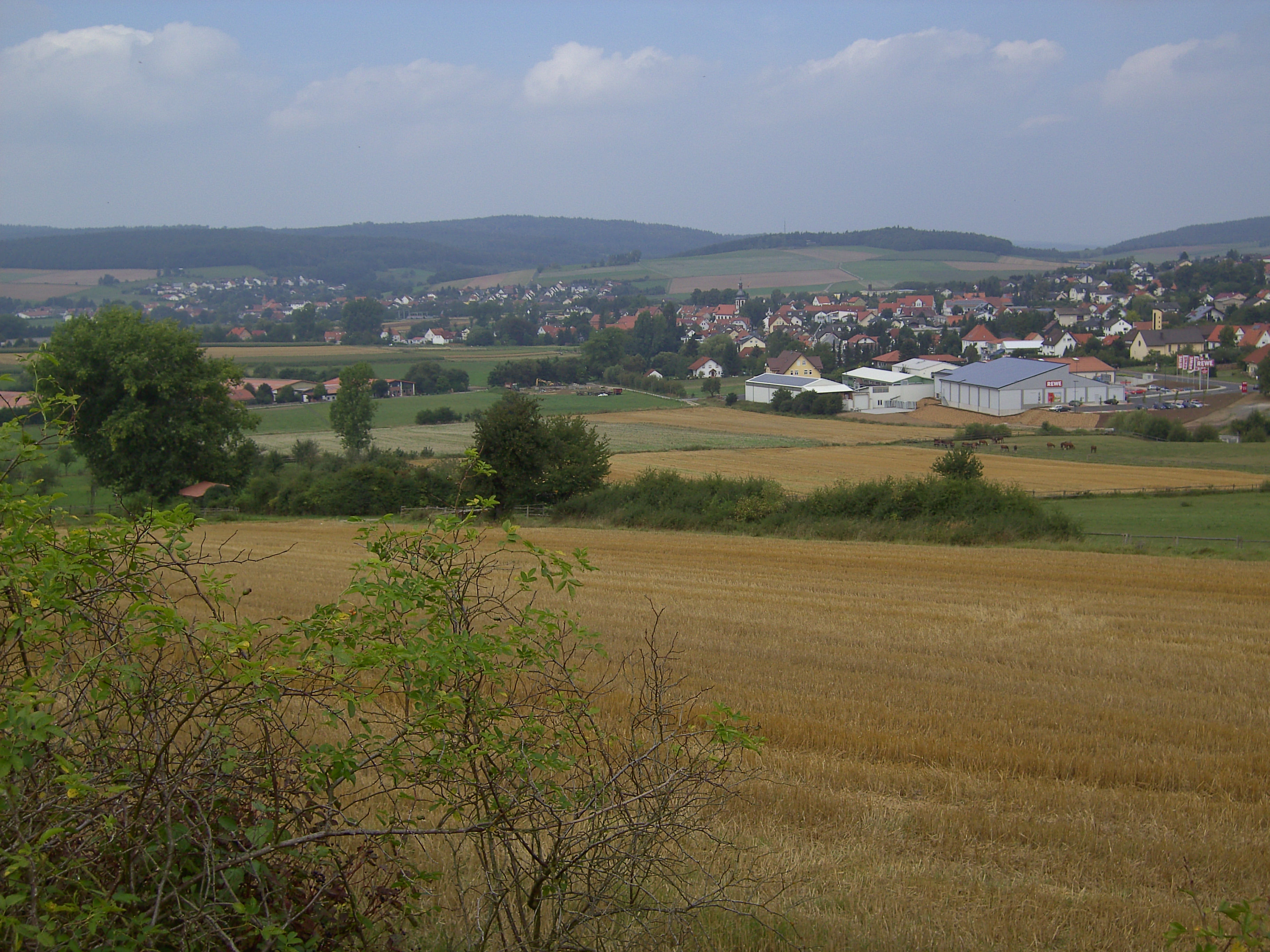
Blick auf Eiterfeld

Eiterfeld ist eine Marktgemeinde im nördlichen Teil des osthessischen Landkreises Fulda an der Grenze zum hessischen Landkreis Hersfeld-Rotenburg und zum thüringischen Wartburgkreis.

## Geografie

### Geografische Lage
Die Gemeinde liegt zwischen den Basaltkuppen Lichtberg, Stoppelsberg und Soisberg in der Kuppenrhön (in der Region Hessisches Kegelspiel genannt). Die nächsten größeren Städte sind Fulda etwa 27 km südlich und Bad Hersfeld etwa 14 km nördlich von Eiterfeld.
Innerhalb der Gemeindegrenzen entspringen die Flüsschen Eitra und die Solz, die in die Haune bzw. in die Fulda münden.

### Nachbargemeinden
Eiterfeld grenzt im Norden an die Gemeinden Hauneck, Schenklengsfeld und Hohenroda (alle drei im Landkreis Hersfeld-Rotenburg), im Osten an die thüringische Gemeinde Buttlar (Wartburgkreis) und die Gemeinde Rasdorf, im Süden an die Stadt Hünfeld und die Gemeinde Burghaun (alle drei im Landkreis Fulda), sowie im Westen an die Gemeinde Haunetal (Landkreis Hersfeld-Rotenburg).

### Gemeindegliederung
Die Gemeinde besteht neben dem Kernort Eiterfeld aus den Ortsteilen Arzell, Betzenrod, Buchenau, Dittlofrod, Giesenhain, Großentaft, Körnbach, Leibolz, Leimbach, Mengers, Oberweisenborn, Reckrod, Soisdorf, Treischfeld, Ufhausen und Wölf. Hinzu kommen die drei Weiler Fürsteneck, Branders und Unterufhausen.

## Geschichte

### Überblick

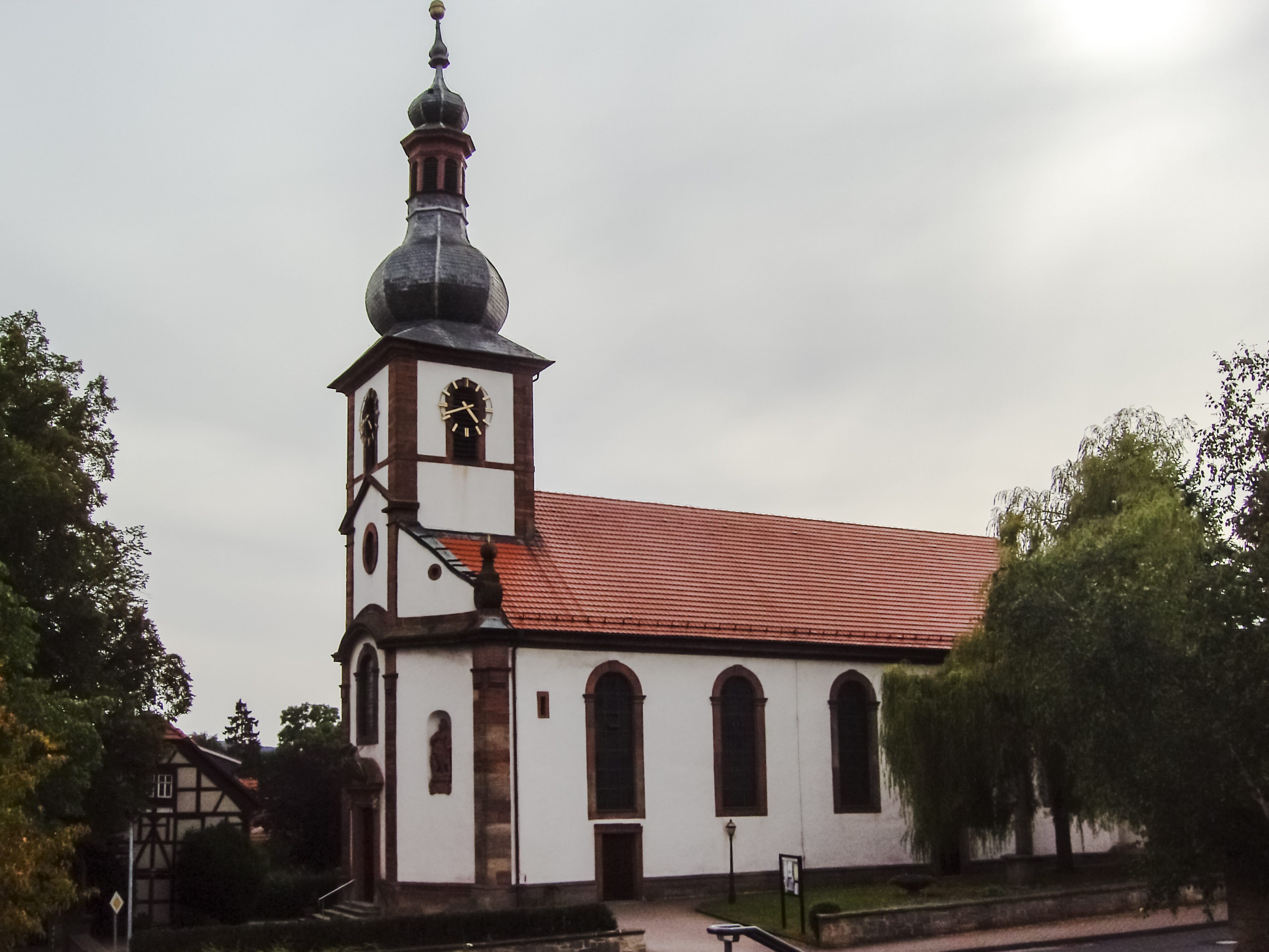
St.-Georgs-Kirche Eiterfeld

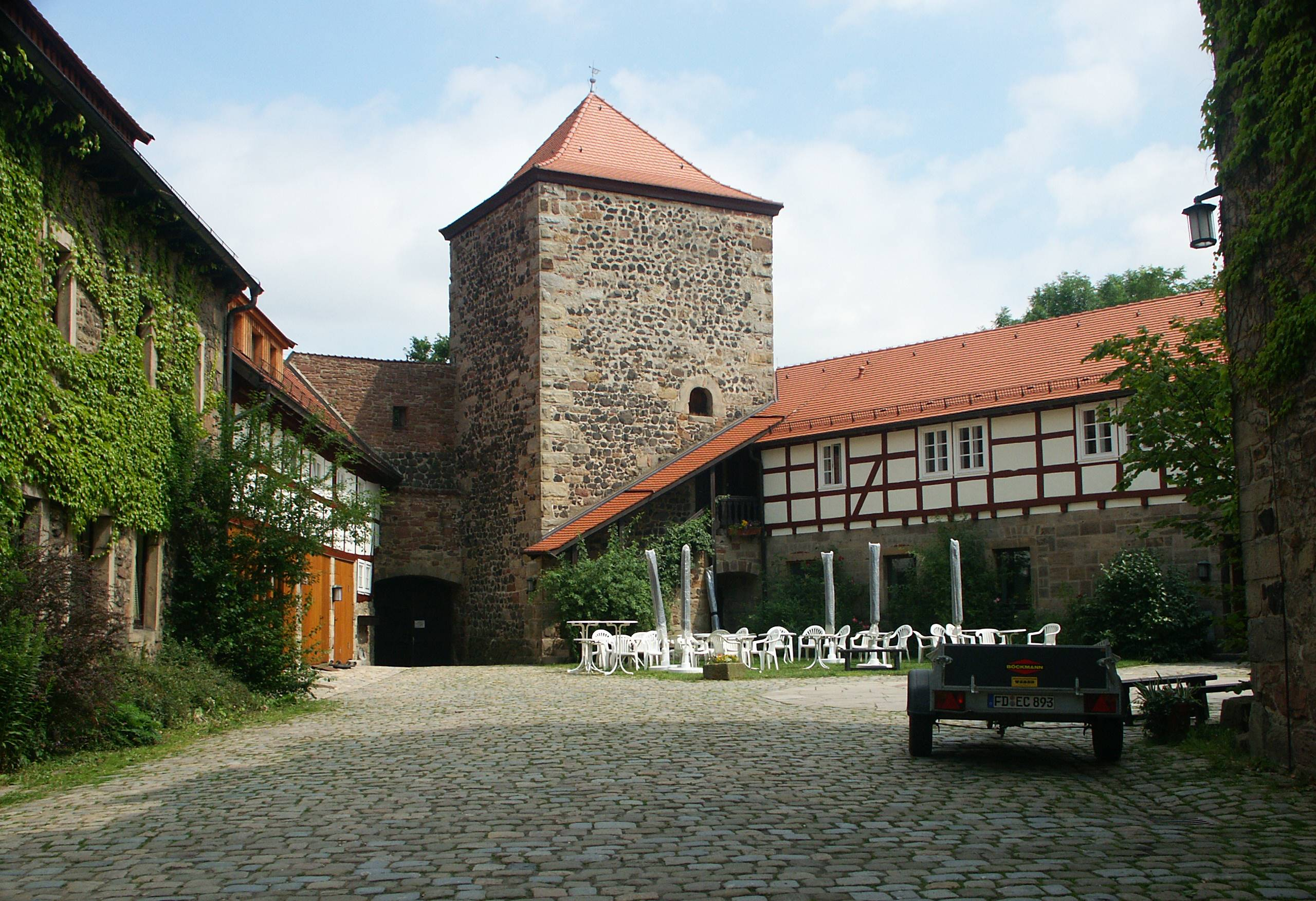
Innenhof der Burg Fürsteneck mit Eckturm

Die älteste bekannte Erwähnung des Ortes erfolgte am 18. Juli 845 als Eitrungfeldeno in zwei Urkunden des Klosters Fulda, bei denen es sich um einen Güteraustausch zwischen König Ludwig dem Deutschen und dem Fuldaer Abt Hatto I. handelte. König Ludwig beurkundete in der Königspfalz Frankfurt den Tausch seiner Liegenschaften in der „Eitrafeldon Marcha“ gegen einige thüringische Dörfer. Der Ortsname stammt von dem Flüsschen Eitra, das am Lichtberg entspringt. Im Frühmittelalter wurde die Eitra „Aeiddiraha“ genannt, was übersetzt etwa das rasch dahineilende Wasser bedeutet.
Um 1250 wurden der nördliche und der südliche Bergfried in Fürsteneck erbaut. Im Jahre 1290 wurde Berthold von Buchenau als Burgmann von Abt Heinrich von Weilnau eingesetzt und die Ortschaft Fürsteneck zum ersten Mal erwähnt. In dieser Zeit ist auch ein Zentgericht in Eiterfeld bzw. Fürsteneck belegt. Die katholische St.-Georgs-Kirche in Eiterfeld wurde 1295 zum ersten Mal genannt. Ab 1357 war die Burg Fürsteneck Amtssitz eines fuldischen Amtmannes. Die Burg, das Gericht und das Amt Fürsteneck wurden bis 1532 etwa ein Dutzendmal verpfändet, oft jedoch schnell von Fulda wieder zurückgekauft. Als Besitzer oder Lehnsmänner traten in dieser Zeit unter anderen Berthold von Wiesenfeld, Otto von Buchenau, die Reichsabtei Hersfeld und Hans von der Tann auf. 1463 unternahm Graf Heinrich von Henneberg einen Versuch, die Burg zu erobern, dies schlug jedoch fehl. Im Jahre 1486 gehörten zehn Dörfer in der Umgebung vom Fürsteneck zum Amt.
Um 1555 setzte die Reformation ein und Eiterfeld wurde evangelisch, bis 1603 die Gegenreformation im Ort durchgesetzt und wieder ein katholischer Pfarrer eingesetzt wurde. Seit 1603 gehörten viele der heutigen Ortsteile schon zu dem Amt Fürsteneck. Es waren die 17 Orte Arzell, Bodes, Betzenrod, Dittlofrod, Eiterfeld, Hausenmühle, Körnbach, Igelsrod (heute Wüstung), Leibolz, Leimbach, Malges, Mengers, Oberufhausen, Oberweisenborn, Reckrod, Unterufhausen und Wölf.
Im Dreißigjährigen Krieg wurde der Bereich des Amts unter anderem auch durch die Pest stark in Mitleidenschaft gezogen. Die Burg wurde nach 1633 zerstört. Eiterfeld hatte nach dem Krieg nur noch drei männliche Bewohner.
Am 29. März 1697 erhielt Eiterfeld von Fürstabt Placidus von Droste das Recht, jährlich vier Märkte abzuhalten; das Dorf wurde Marktflecken. Zwischen 1708 und 1710 baute Fürstabt Adalbert von Schleifras die Burg Fürsteneck wieder auf. Im Jahre 1712 wurde in Eiterfeld ein Amtsgerichtsgebäude gebaut und von 1730 bis 1731 die Kirche neu erbaut und 1740 geweiht. Der Amtssitz verlagerte sich in dieser Zeit von Fürsteneck nach Eiterfeld. Nach der Säkularisation 1802 hieß das Amt offiziell nach diesem Ort und verwaltete sich selbst. Im Oktober 1813 zog Napoleon mit seiner geschlagenen Armee durch den Ort. Ein Franzosengrab (Massengrab) befindet sich am Fuße von Burg Fürsteneck. 1816 wurde Eiterfeld zusammen mit dem vormaligen Fürstbistum Fulda in den kurhessischen Staat eingegliedert. Es war Sitz des Justizamtes und später des Amtsgerichtes Eiterfeld. Das bestehende Marktrecht von Eiterfeld wurde am 9. November 1868 durch die königliche Regierung in Kassel mit jährlich zwölf Schweinemärkten erweitert. Nach dem verlorenen Preußisch-Österreichischen Krieg 1866 kam Eiterfeld wie ganz Kurhessen an Preußen. Am 1. Dezember 1906 erhielt Eiterfeld einen Eisenbahnanschluss auf der Linie zwischen Hünfeld und Vacha. 1922 folgte der Elektrizitätsanschluss und 1926/1927 wurde die erste Wasserleitung gebaut. 1942 wurde das Amt Eiterfeld aufgelöst und mit dem Amt Hünfeld zusammengelegt.

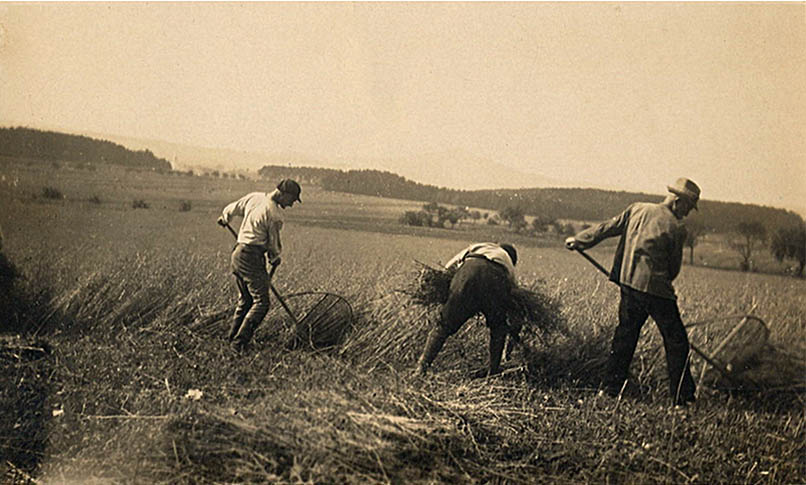
Arbeit der zukünftigen Kibbuzim in Betzenrod

Im heutigen Ortsteil Betzenrod gründeten Mitglieder der zionistischen Jugendorganisation Bachad (Brith Chaluzim Datiim – Verband religiöser Pioniere), einer religiös-orthodoxen Parallelorganisation zum Hechaluz, im Jahre 1924 die Kibbuz-Haddatih-Bewegung, die jungen jüdischen Menschen zu einer landwirtschaftlichen Ausbildung verhelfen und ihnen damit die Möglichkeit zur Emigration (Alija) nach Palästina bieten sollte. Mit einer landwirtschaftlichen Ausbildung konnte man ein Zertifikat der britischen Regierung zur Einwanderung nach Palästina bekommen. Die Gruppe zog 1926/27 nach Rodges (heute Stadtteil von Fulda) um, aber da auch Rodges zu klein war, zog sie schließlich 1929 auf den von ihr erworbenen Gehringshof bei Fulda, den sie Kibbuz Haddatih nannte.
Nach dem Zweiten Weltkrieg wurde Eiterfeld wieder hessisch. Durch die Zonengrenze wurde die Bahnlinie wieder stillgelegt, zunächst ab Treischfeld und ab 1969 ab Hünfeld. Ab 1952 gab es erstmals seit der Gegenreformation wieder eine evangelische Gemeinde. Otto Bartning baute zwischen 1952 und 1953 die Burg Fürsteneck zu einer Heimvolkshochschule aus.
Im Rahmen der 1150-Jahr-Feier am 4. Juli 1995 wurde der Gemeinde Eiterfeld das Recht verliehen, den Titel Marktgemeinde im Gemeindenamen zu führen.

### Gebietsreform in Hessen
Im Zuge der Gebietsreform in Hessen wurden die folgenden bis dahin selbstständigen Gemeinden auf freiwilliger Basis als Ortsteile eingegliedert: Am 1. Mai 1970 Leibolz; am 1. September 1970 folgte Reckrod. Am 1. Februar 1971 fusionierten die Gemeinden Arzell, Betzenrod, Großentaft, Körnbach, Soisdorf und Treischfeld mit Eiterfeld zur neuen Großgemeinde Eiterfeld. Die Gemeinden Dittlofrod und Oberweisenborn wurden auf freiwilliger Basis am 1. April 1972 eingemeindet.  Die Reihe der Eingliederungen und Zusammenschlüsse wurde mit der Eingemeindung von Buchenau, Leimbach, Mengers, Ufhausen und Wölf kraft Landesgesetz am 1. August 1972 abgeschlossen. Mit Ausnahme von Wölf und Mengers sowie Buchenau und Giesenhain, die jeweils einen gemeinsamen Ortsbezirk bilden, wurde für jede ehemals selbständige Gemeinde ein Ortsbezirk mit Ortsbeirat und Ortsvorsteher nach der Hessischen Gemeindeordnung eingerichtet.

## Bevölkerung

### Einwohnerstruktur 2011
Nach den Erhebungen des Zensus 2011 lebten am Stichtag dem 9. Mai 2011 in Eiterfeld 7268 Einwohner. Darunter waren 121 (1,7 %) Ausländer, von denen 45 aus dem EU-Ausland, 52 aus anderen europäischen Ländern und 24 aus anderen Staaten kamen. (Bis zum Jahr 2020 erhöhte sich die Ausländerquote auf 4,8 %.) Nach dem Lebensalter waren 1399 Einwohner unter 18 Jahren, 2996 zwischen 18 und 49, 1444 zwischen 50 und 64 und 1426 Einwohner waren älter. Die Einwohner lebten in 2858 Haushalten. Davon waren 707 Singlehaushalte, 639 Paare ohne Kinder und 1184 Paare mit Kindern, sowie 267 Alleinerziehende und 62 Wohngemeinschaften. In 530 Haushalten lebten ausschließlich Senioren und in 1869 Haushaltungen lebten keine Senioren.

### Einwohnerentwicklung
- 1812: 58 Feuerstellen, 615 Seelen[15]

| Eiterfeld: Einwohnerzahlen von 1812 bis 2020 | Eiterfeld: Einwohnerzahlen von 1812 bis 2020 | Eiterfeld: Einwohnerzahlen von 1812 bis 2020 | Eiterfeld: Einwohnerzahlen von 1812 bis 2020 | Eiterfeld: Einwohnerzahlen von 1812 bis 2020 |
| --- | -------------------------------------------- | -------------------------------------------- | -------------------------------------------- | -------------------------------------------- |
| Jahr |                                              |                                              |                                              | Einwohner                                    |
| 1812 | 1812                                         |                                              | 615                                          | 615                                          |
| 1834 | 1834                                         |                                              | 622                                          | 622                                          |
| 1840 | 1840                                         |                                              | 632                                          | 632                                          |
| 1846 | 1846                                         |                                              | 682                                          | 682                                          |
| 1852 | 1852                                         |                                              | 667                                          | 667                                          |
| 1858 | 1858                                         |                                              | 644                                          | 644                                          |
| 1864 | 1864                                         |                                              | 624                                          | 624                                          |
| 1871 | 1871                                         |                                              | 565                                          | 565                                          |
| 1875 | 1875                                         |                                              | 545                                          | 545                                          |
| 1885 | 1885                                         |                                              | 610                                          | 610                                          |
| 1895 | 1895                                         |                                              | 565                                          | 565                                          |
| 1905 | 1905                                         |                                              | 609                                          | 609                                          |
| 1910 | 1910                                         |                                              | 665                                          | 665                                          |
| 1925 | 1925                                         |                                              | 713                                          | 713                                          |
| 1939 | 1939                                         |                                              | 773                                          | 773                                          |
| 1946 | 1946                                         |                                              | 1.209                                        | 1.209                                        |
| 1950 | 1950                                         |                                              | 1.251                                        | 1.251                                        |
| 1956 | 1956                                         |                                              | 1.221                                        | 1.221                                        |
| 1961 | 1961                                         |                                              | 1.201                                        | 1.201                                        |
| 1967 | 1967                                         |                                              | 1.246                                        | 1.246                                        |
| 1970 | 1970                                         |                                              | 1.604                                        | 1.604                                        |
| 1973 | 1973                                         |                                              | 7.183                                        | 7.183                                        |
| 1975 | 1975                                         |                                              | 7.114                                        | 7.114                                        |
| 1980 | 1980                                         |                                              | 7.071                                        | 7.071                                        |
| 1985 | 1985                                         |                                              | 7.041                                        | 7.041                                        |
| 1990 | 1990                                         |                                              | 7.322                                        | 7.322                                        |
| 1995 | 1995                                         |                                              | 7.579                                        | 7.579                                        |
| 2000 | 2000                                         |                                              | 7.686                                        | 7.686                                        |
| 2005 | 2005                                         |                                              | 7.557                                        | 7.557                                        |
| 2010 | 2010                                         |                                              | 7.379                                        | 7.379                                        |
| 2011 | 2011                                         |                                              | 7.268                                        | 7.268                                        |
| 2015 | 2015                                         |                                              | 7.023                                        | 7.023                                        |
| 2020 | 2020                                         |                                              | 7.037                                        | 7.037                                        |
| Datenquelle: Historisches Gemeindeverzeichnis für Hessen: Die Bevölkerung der Gemeinden 1834 bis 1967. Wiesbaden: Hessisches Statistisches Landesamt, 1968. Weitere Quellen: LAGIS; Hessisches Statistisches Informationssystem; Zensus 2011 Nach 1970 einschließlich der im Zuge der Gebietsreform in Hessen eingegliederten Orte. |                                              |                                              |                                              |                                              |

### Religion
Katholische Kirche

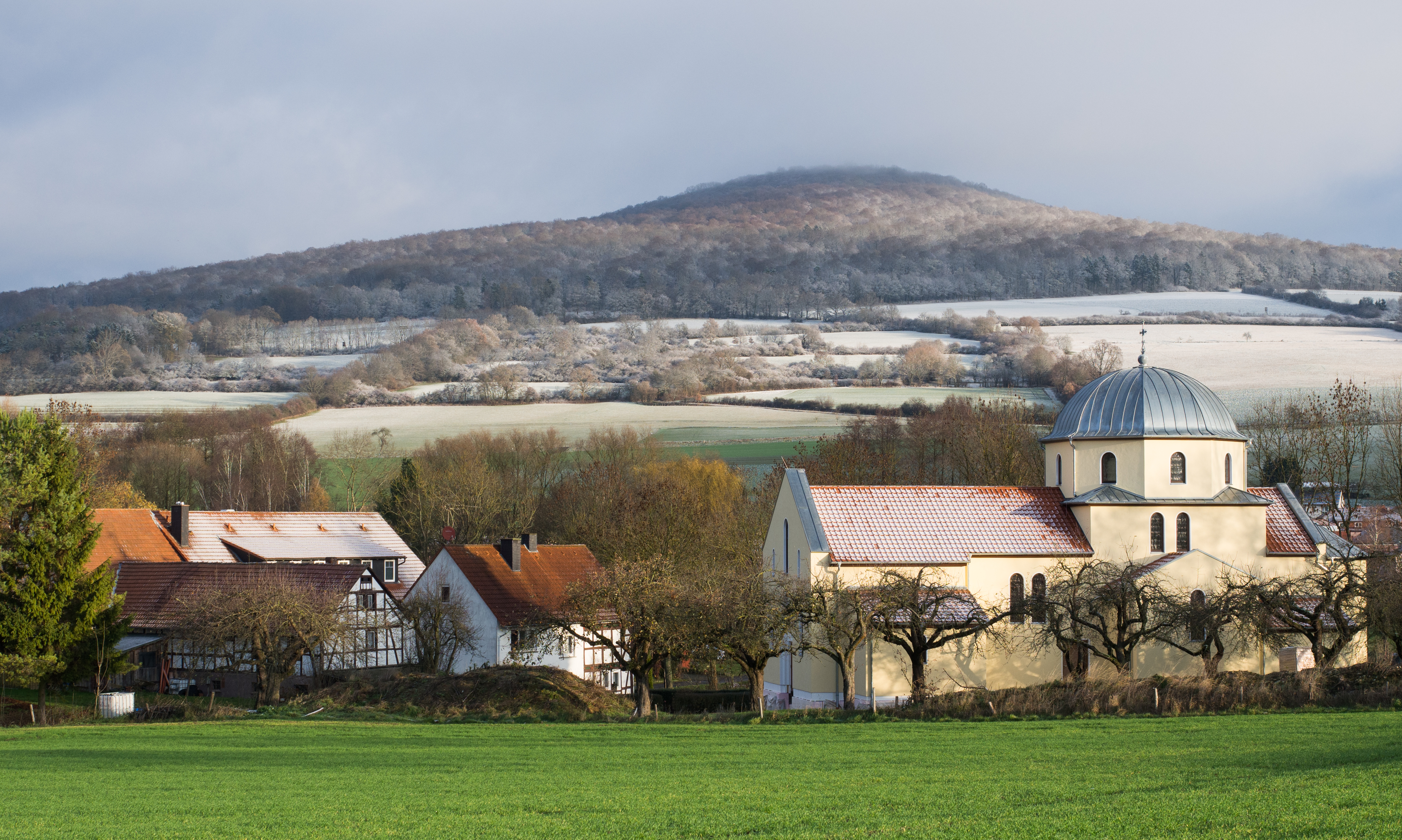
St. Justin-Kloster, Links der Klosterhof, rechts die Kirche

Das Gebiet der politischen Gemeinde Eiterfeld umfasst katholische Pfarreien, die wiederum  Dekanaten bzw. Pastoralverbünden im Bistum Fulda zugeordnet sind. Sie zählen zum Dekanat Hünfeld-Geisa.
Serbisch-orthodoxe Kirche
Daten zur Religionszugehörigkeit
 Quelle: Historisches Ortslexikon
| • 1885: | 037 evangelische (= 6,29 %), 664 katholische (= 75,85 %), 105 jüdische (= 17,86 %) Einwohner |
| • 1961: | 172 evangelische (= 14,32 %), 1026 katholische (= 85,43 %) Einwohner                         |
| • 1987: | 847 evangelische (= 12,4 %), 5854 katholische (= 85,6 %), 135 sonstige (= 2,0 %) Einwohner   |
| • 2011: | 1156 evangelische (= 15,9 %), 5383 katholische (= 74,1 %), 729 sonstige (= 10,0 %) Einwohner |

## Politik

### Gemeindevertretung
Die Kommunalwahl am 14. März 2021 brachte folgendes Ergebnis, in Vergleich gesetzt zu früheren Kommunalwahlen:
| Sitzverteilung in der Gemeindevertretung 2021Insgesamt 31 Sitze - SPD: 3 - Grüne: 2 - FWG: 13 - CDU: 13 | Parteien und Wählergemeinschaften | Parteien und Wählergemeinschaften           | % 2021 | Sitze 2021 | % 2016 | Sitze 2016 | % 2011 | Sitze 2011 | % 2006 | Sitze 2006 | % 2001 | Sitze 2001 |
| Sitzverteilung in der Gemeindevertretung 2021Insgesamt 31 Sitze - SPD: 3 - Grüne: 2 - FWG: 13 - CDU: 13 | CDU                               | Christlich Demokratische Union Deutschlands | 41,1   | 13         | 42,9   | 13         | 42,6   | 13         | 38,0   | 12         | 52,3   | 16         |
| Sitzverteilung in der Gemeindevertretung 2021Insgesamt 31 Sitze - SPD: 3 - Grüne: 2 - FWG: 13 - CDU: 13 | FWG                               | Freie Wählergemeinschaft                    | 41,9   | 13         | 39,0   | 12         | 34,2   | 11         | 36,9   | 11         | 26,6   | 8          |
| Sitzverteilung in der Gemeindevertretung 2021Insgesamt 31 Sitze - SPD: 3 - Grüne: 2 - FWG: 13 - CDU: 13 | SPD                               | Sozialdemokratische Partei Deutschlands     | 9,4    | 3          | 12,9   | 4          | 15,5   | 5          | 22,1   | 7          | 18,7   | 6          |
| Sitzverteilung in der Gemeindevertretung 2021Insgesamt 31 Sitze - SPD: 3 - Grüne: 2 - FWG: 13 - CDU: 13 | GRÜNE                             | Bündnis 90/Die Grünen                       | 7,6    | 2          | 5,2    | 2          | 7,6    | 2          | —      | —          | —      | —          |
| Sitzverteilung in der Gemeindevertretung 2021Insgesamt 31 Sitze - SPD: 3 - Grüne: 2 - FWG: 13 - CDU: 13 | CWE                               | Christliche Wähler-Einheit                  | —      | —          | —      | —          | —      | —          | 3,0    | 1          | 2,3    | 1          |
| Sitzverteilung in der Gemeindevertretung 2021Insgesamt 31 Sitze - SPD: 3 - Grüne: 2 - FWG: 13 - CDU: 13 | gesamt                            | gesamt                                      | 100,0  | 31         | 100,0  | 31         | 100,0  | 31         | 100,0  | 31         | 100,0  | 31         |
| Sitzverteilung in der Gemeindevertretung 2021Insgesamt 31 Sitze - SPD: 3 - Grüne: 2 - FWG: 13 - CDU: 13 | Wahlbeteiligung in %              | Wahlbeteiligung in %                        | 64,4   | 64,4       | 64,7   | 64,7       | 63,8   | 63,8       | 78,0   | 78,0       | 70,3   | 70,3       |

### Bürgermeister
Nach der hessischen Kommunalverfassung wird der Bürgermeister für eine sechsjährige Amtszeit gewählt, seit dem Jahr 1993 in einer Direktwahl, und ist Vorsitzender des Gemeindevorstands, dem in der Marktgemeinde Eiterfeld neben dem Bürgermeister ehrenamtlich ein Erster Beigeordneter und sieben weitere Beigeordnete angehören. Bürgermeisterin ist seit dem 1. August 2024 Dana Hauke (CDU). Sie wurde als Nachfolgerin von Hermann-Josef Scheich, der nach vier Amtszeiten nicht wieder kandidiert hatte, am 3. März 2024 im ersten Wahlgang bei 76,19 Prozent Wahlbeteiligung mit 60,31 Prozent der Stimmen gewählt und am 23. Mai 2024 vereidigt.
Amtszeiten der Bürgermeister
- 2024–2030 Dana Hauke (CDU)[23][24][25]
- 2000–2024 Hermann-Josef Scheich[26]
- 1994–2000 Berthold Jost (CDU)[29]

### Wappen
Das Wappen wurde dem Ort vom Land Hessen verliehen, als er 1972 Hauptort der neuen Großgemeinde wurde.
Die neun stilisierten Lilien links oben und die acht rechts unten (alle silbern auf Rot) symbolisieren die 17 Orte der Großgemeinde. Das linke untere Feld mit dem alten Fuldaer Kreuz (schwarz auf Silber) weist darauf hin, dass die Orte seit ihrer Gründung bis 1802 zur Fürstabtei gehörten. Der silbern gekrönte grüne Vogel mit silbernem Halsband im goldenen Feld rechts oben ist ein Sittich, das Wappentier der Ritter von Buchenau, die als einziges adliges Geschlecht unseres Gebietes aus frühester Zeit bis in die Neuzeit überlebte.
Das Wappen ist geviert von rot und gold bzw. silber. In Rot neun silberne Lilien im rechten Obereck und in Rot acht silberne Lilien im linken Untereck. In Silber ein schwarzes durchgehendes Kreuz im rechten Untereck und in Gold ein silberner gekrönter grüner Vogel mit silbernem Halsband im linken Oberfeld.

### Gemeindepartnerschaften
- Dermbach (in Thüringen seit 17. Juni 1990)

## Kultur und Sehenswürdigkeiten

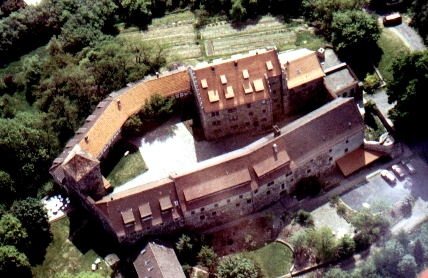
Akademie Burg Fürsteneck, Luftaufnahme

### Bauwerke
- Burg Fürsteneck (ab ca. 1250)
- Schloss Buchenau (Renaissanceschloss von 1618)
- Soisdorfer Kirche mit Wehrfriedhof
- Aussichtsturm Soisberg
- Eitraquelle (Lichtberg)

### Naturdenkmäler
Die Saurierspuren von Eiterfeld befinden sich in einem stillgelegten und verfüllten Sandsteinbruch bei Körnbach. Es ist ein anerkanntes Bodendenkmal nach dem hessischen Denkmalschutzgesetz und 240 Millionen Jahre alt. Es ist die bedeutendste zusammenhängende Fährtenplatte von Chirotherien (Handtiere), den Vorläufern der Saurier.

### Sport
- Badepark Eiterfeld
- Sportplatz Am Hain
- Tennisplatz
- Tennishalle

## Wirtschaft und Infrastruktur
In Eiterfeld sind zahlreiche Firmen vertreten. Größere und über die Region hinaus bekannte Arbeitgeber sind z. B. die Giebel-Unternehmensgruppe (Bauunternehmen, Spedition und Steinbruch), die b+m surface systems GmbH (Lackieranlagen, Oberflächentechnik), die Maschinenbau Karl Ley GmbH & Co KG (Anlagen- und Apparatebau), die Ebner GmbH & Co. KG (Anlagen- und Apparatebau), eine Niederlassung der Ondal Industrietechnik GmbH (Medizin-/Industrietechnik), die Boart Longyear GmbH & Co. KG (Bohrsysteme).

### Verkehr
Eiterfeld ist an das überregionale Verkehrsnetz über verschiedene Landstraßen angeschlossen. Sie stellen vor allem die Verbindung an die Bundesstraße 27 her, die westlich an der Gemeinde vorbeiführt.
Der Öffentliche Nahverkehr wird durch den Rhein-Main-Verkehrsverbund (RMV) gewährleistet. Die Buslinien werden von einer Tochtergesellschaft der RhönEnergie Fulda betrieben.
Die Bahnstrecke Hünfeld–Wenigentaft-Mansbach hatte vom 1. Dezember 1906 bis 28. Mai 1972 einen Bahnhof in Eiterfeld. Auf der Strecke verläuft seit 2007 der 27 km lange Kegelspiel-Radweg.

### Bildung
- Lichtbergschule Eiterfeld (Gesamtschule)
- Grundschule Eiterfeld
- Grundschule Hessisches Kegelspiel Großentaft
- Akademie für berufliche und musisch-kulturelle Weiterbildung Burg Fürsteneck

## Persönlichkeiten

### Söhne und Töchter der Gemeinde
- Johannes Menz (1773–1865), deutscher Finanzbeamter und Abgeordneter
- Wunibald Braun (1839–1912), Industrieller, Mitgründer der Mess- und Regeltechnikfirma Hartmann & Braun AG
- Reinhard Brauns (1861–1937),  Mineraloge, geboren in Eiterfeld
- Bonifatius Sauer (1877–1950), Missionsbenediktiner, Abtbischof, Märtyrer von Tokwon
- Ernst Grohne (1888–1957), Museumsdirektor des Focke-Museums in Bremen
- Maria Sigram Sauer (1917–2013), im Ortsteil Ufhausen geborene Ordensschwester
- Michael Möller (* 1955), Filmregisseur, Journalist und Hochschuldozent
- Günter Scheich (* 1956), Psychotherapeut und Schriftsteller
- Patrick Spies (* 1979), Koch, mit einem Stern im Guide Michelin ausgezeichnet

### Ehrenbürger

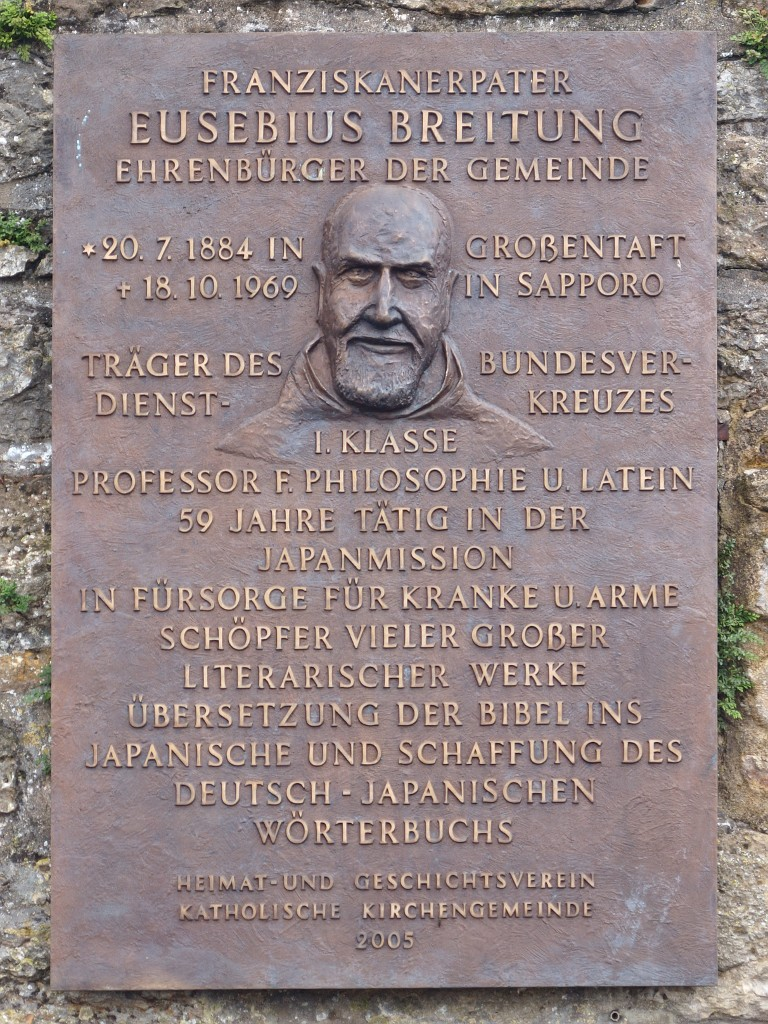
Gedenktafel an den Franziskanerpater Eusebius Breitung

- Eusebius Breitung (* 1884 in Großentaft; † 1969 in Sapporo),

Franziskanerpater, Professor für Philosophie und Latein
Verleihung im Jahr ???
59 Jahre in der Japanmision tätig, er übersetzte die Bibel ins Japanische und erstellte das Deutsch-Japanische Wörterbuch
- Eduard Krieg (* 1911 in Großentaft; † 2011 in Fulda),

Prälat, Oberstudienrat
Verleihung im Jahr 2005
Jahrzehntelanges Wirken für das soziale Umfeld in seiner Heimatgemeinde